# Markus Oestreich
Pour les articles homonymes, voir Oestreich.
Markus Oestreich, né le 3 juillet 1963 à Fulda, est un pilote automobile allemand sur circuits en voitures de tourisme,  monoplaces et camions.

## Biographie
Il commence la compétition en 1985, en Formule Ford allemande (classé 7e), ainsi qu'en DTM sur BMW 635 CSi et en Championnat d'Allemagne de Formule 3 sur Martini MK45-Volkswagen (se produisant ultérieurement au niveau continental dans la discipline). Il trouve alors le temps de se classer 2e des 24 Heures de Spa, avec Dieter Quester et Johnny Cecotto sur la 635 CSi.
Il gagne les 24 Heures du Nürburgring en 1986 avec ses compatriotes Winfried Vogt et Otto Rensing sur BMW 325i du team Linder Rennsport (récidivant dans la catégorie A7 en 2002 sur Porsche 996 GT3). Il termine l'année 5e du Championnat d'Europe FIA des voitures de tourisme avec la voiture.
Après avoir disputé le premier Championnat du monde des voitures de tourisme en 1987 (13e, avec des places de dauphin à Donington et à Nogaro) et finit 4e du championnat d'Europe des voitures de tourisme en 1988 sur BMW M3 avec Zakspeed (5 podiums), il remporte en 1990 les 24 Heures de Spa avec Cecotto et Fabien Giroix sur M3, après s'être produit régulièrement en DTM durant deux saisons pour l'Opel Team Irmscher. 
En 1994, il dispute encore régulièrement la première Coupe Tourisme D1 ONS de l'ADAC (la Super Tourenwagen Cup) sur Ford Mondeo Ghia (5e), ainsi qu'en 2002 les V8-Star (de) Series allemandes de Tourisme.
Il s'est lancé entretemps dans l'aventure poids lourds européenne en 1992, tout en effectuant encore quelques apparitions sporadiques en endurance (notamment 9e aux 24 Heures de Daytona 1997).
Vice-champion d'Europe sur Mercedes-Benz dès 1993 en Classe C, 3e de la Catégorie Super-Race-Trucks en 1995, 1997 et 1998 avec la marque, vice-champion continental en 2000 avec un modèle M-B Atego Renntruck puis en 2003 avec un PAM-MAN 03, il remporte enfin le Championnat d'Europe de courses de camions en 2004, sur un Volkswagen Titan (catégorie Super-Race-Trucks), terminant encore vice-champion continental en 2005 avec le Titan et champion d'Europe par équipe en 2010 (avec alors son équipier -champion d'Europe individuel en 2007- le suisse Markus Bösiger, pour le  MKR Technology team sur un Renault Premium). Il comptabilise désormais individuellement un titre et cinq places de dauphin, et a intégré l'équipe Lutz Bernau MAN en 2013 au côté de l'espagnol Antonio Albacète, formant ainsi de loin la paire la plus expérimentée du championnat.

## Galerie d'images

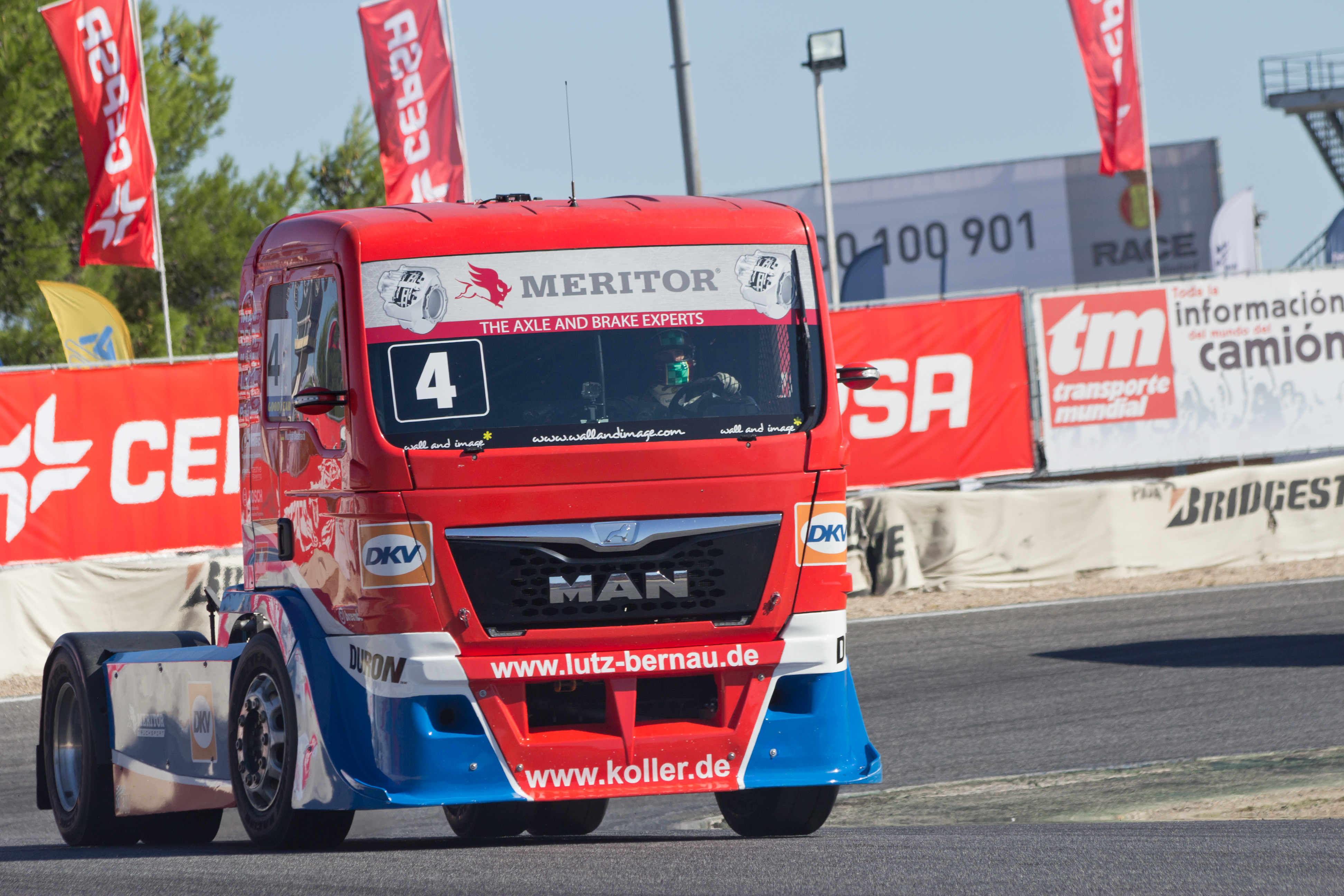
Markus Östreich...
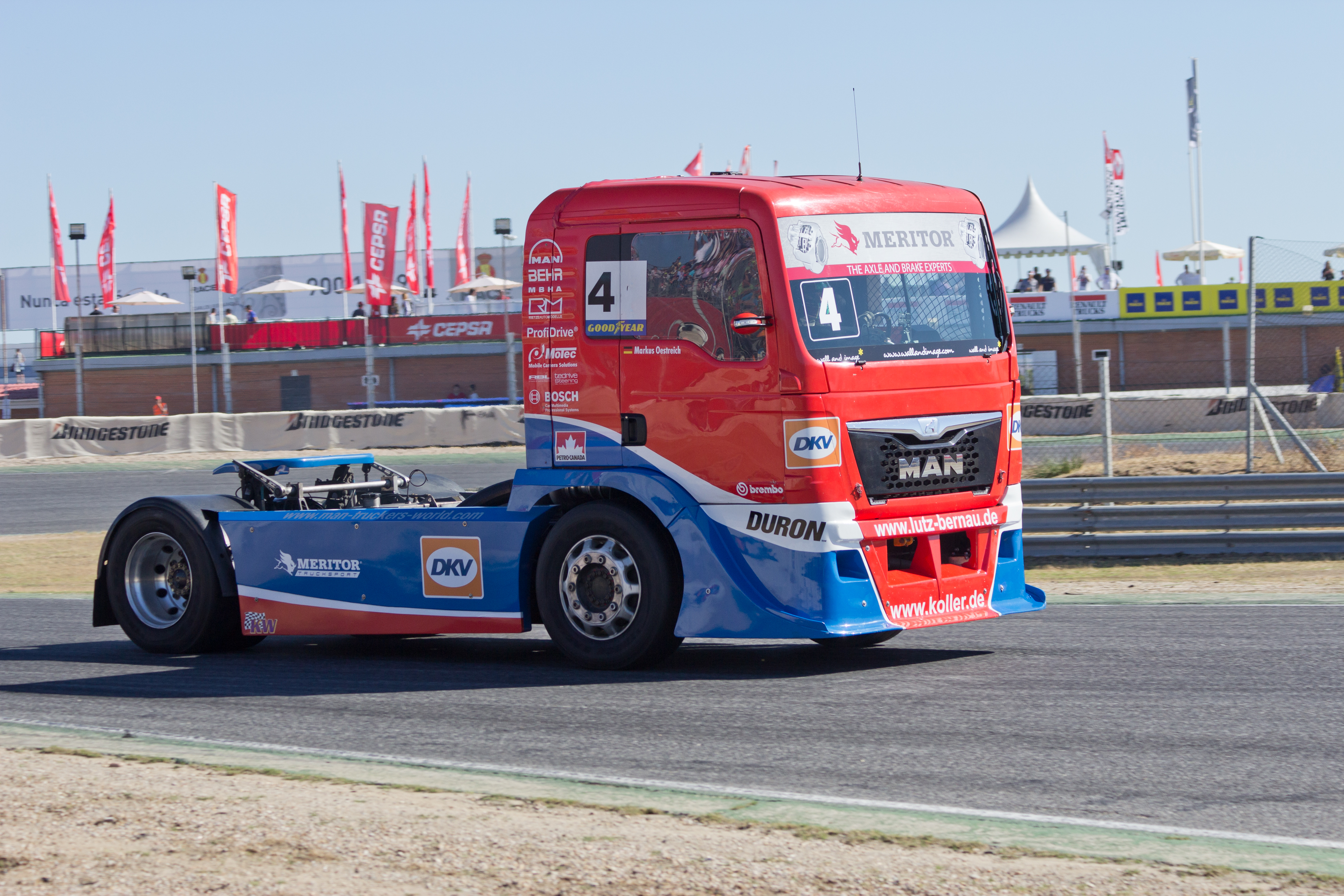
...au Grand Prix d'Espagne...
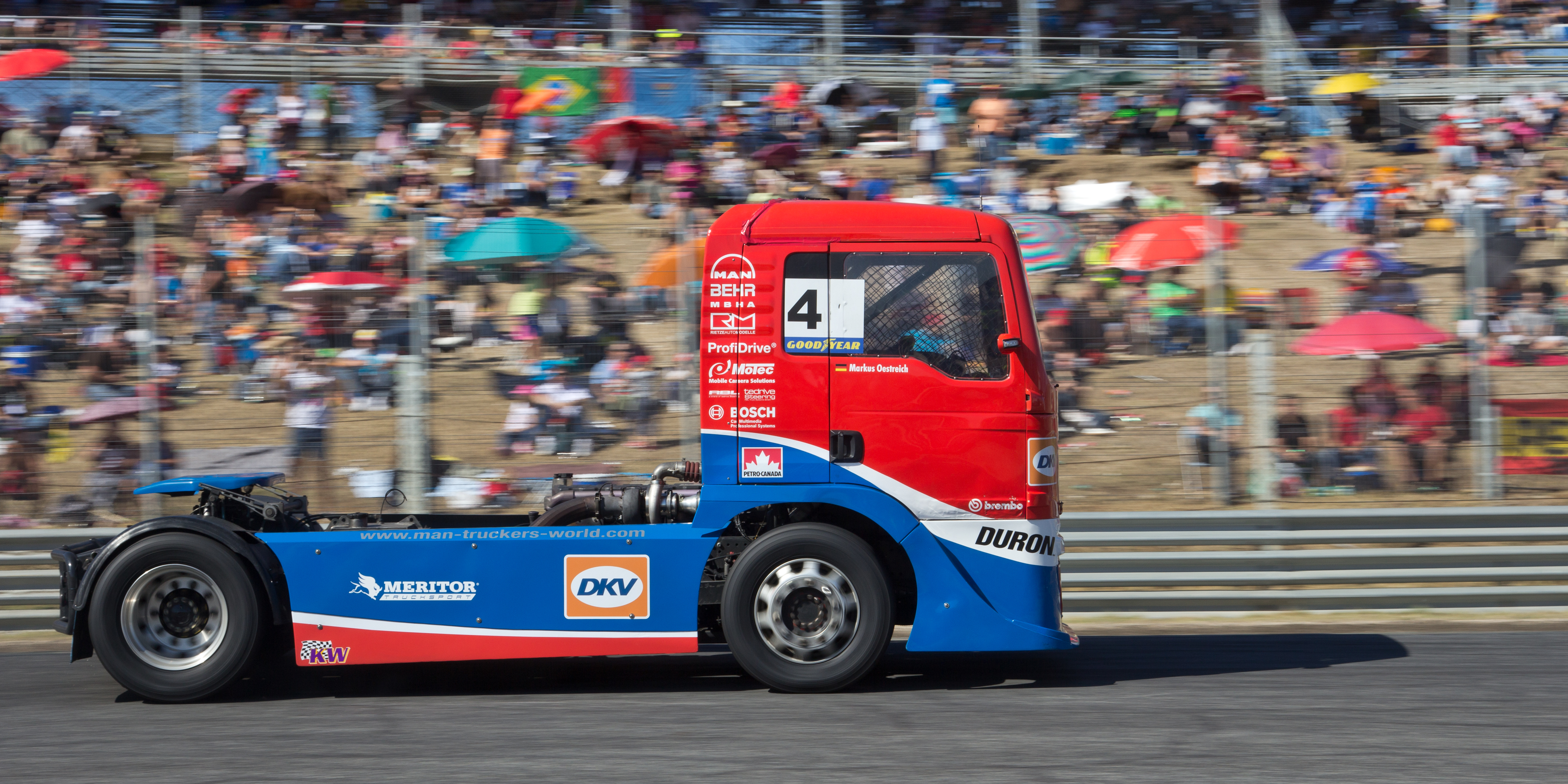
...au circuit de Jarama...
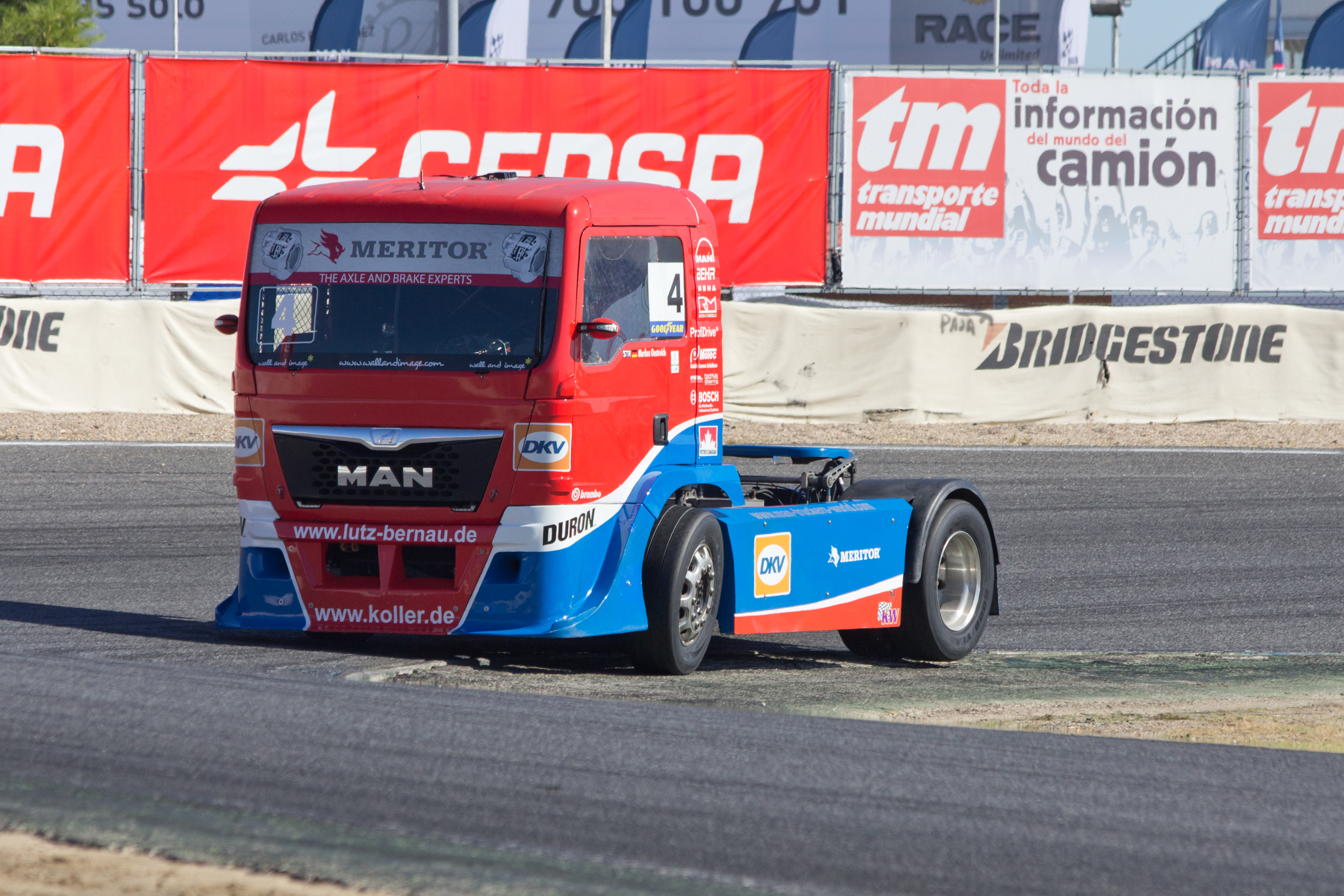
...en 2013.